# Расмуссен, Кристиан (футболист)
Кристиан Теодор Кьелдер Расмуссен (дат. Christian Theodor Kjelder Rasmussen; род. 19 января 2003, Конгенс-Люнгбю, Копенгаген) — датский футболист, нападающий и полузащитник немецкого клуба «Фортуна» (Дюссельдорф).

## Клубная карьера
Расмуссен — воспитанник датского футбольного клуба «Норшелланн». 6 февраля 2019 года подписал контракт с нидерландским «Аяксом». 30 августа 2020 года дебютировал за «Йонг Аякс» в матче Эрстедивизи против «Роды». В дебютном сезоне сыграл 16 матчей в чемпионате. В августе 2021 года продлил контракт с клубом до 2024 года. 19 ноября забил дебютный гол за «Йонг Аякс» в матче с «Волендамом». Всего за сезон забил 7 голов в 36 матчах чемпионата.
За основной состав «Аякса» дебютировал 8 января 2023 года в матче Эредивизи с НЕК, выйдя на замену на 91-й минуте вместо Франсишку Консейсана. 11 января провёл первую игру в Кубке Нидерландов, выйдя на замену в матче второго раунда против «Ден Босха». В апреле 2023 года подписал с «Аяксом» новый контракт до 2027 года.
1 сентября 2023 года вернулся в «Норшелланн» на правах аренды до конца сезона. 3 сентября дебютировал в чемпионате Дании, выйдя на замену в матче с «Люнгбю»". 5 октября забил дебютный гол в матче Лиги конференций УЕФА с болгарским «Лудогорцем». 1 ноября забил три гола в кубковом матче против «Виборга».
9 июля 2025 года перешёл в дюссельдорфскую «Фортуну».

## Карьера в сборной
Выступал за сборные Дании до 16, 17 и до 19 лет. 16 июня 2023 года дебютировал за молодёжную сборную в матче отборочного турнира чемпионата Европы против Литвы. 7 сентября забил дебютный гол в товарищеском матче со сверстниками из Франции.

## Статистика выступлений
| Клуб             | Сезон            | Лига | Лига | Кубок | Кубок | Европейские кубки | Европейские кубки | Итого | Итого |
| Клуб             | Сезон            | Игры | Голы | Игры  | Голы  | Игры              | Голы              | Игры  | Голы  |
| ---------------- | ---------------- | ---- | ---- | ----- | ----- | ----------------- | ----------------- | ----- | ----- |
| Йонг Аякс        | 2020/21          | 16   | 0    | —     | —     | —                 | —                 | 16    | 0     |
| Йонг Аякс        | 2021/22          | 36   | 7    | —     | —     | —                 | —                 | 36    | 7     |
| Йонг Аякс        | 2022/23          | 29   | 9    | —     | —     | —                 | —                 | 29    | 9     |
| Йонг Аякс        | 2023/24          | 2    | 1    | —     | —     | —                 | —                 | 2     | 1     |
| Йонг Аякс        | 2024/25          | 2    | 1    | —     | —     | —                 | —                 | 2     | 1     |
| Йонг Аякс        | Итого            | 85   | 18   | —     | —     | —                 | —                 | 85    | 18    |
| Аякс             | 2022/23          | 2    | 0    | 1     | 0     | 0                 | 0                 | 3     | 0     |
| Аякс             | 2024/25          | 10   | 1    | 1     | 0     | 11                | 1                 | 22    | 2     |
| Аякс             | Итого            | 12   | 1    | 2     | 0     | 11                | 1                 | 25    | 2     |
| Норшелланн       | 2023/24          | 22   | 0    | 5     | 3     | 6                 | 3                 | 33    | 6     |
| Норшелланн       | Итого            | 22   | 0    | 5     | 3     | 6                 | 3                 | 33    | 6     |
| Всего за карьеру | Всего за карьеру | 119  | 19   | 7     | 3     | 17                | 4                 | 143   | 26    |